# Muzieknotatie
Muzieknotatie is het vastleggen van muziek op papier (of tegenwoordig ook op beeldschermen), om later gelezen en ten gehore gebracht te worden. Er zijn meerdere muziekschriften, zoals het eigentijdse, Westerse notenschrift of muziekschrift. Voor tokkelinstrumenten gebruikt men ook tabulaturen om muziek te noteren. Oude muziekschriften zijn bijvoorbeeld het  gregoriaans en de mensurale notatie. De muzieknotatie heeft een lange geschiedenis. 
Muziek op papier heet bladmuziek. Bladmuziek die bedoeld is voor een enkel instrument, musicus of muzikant wordt partij genoemd. Alle partijen samen vormen de partituur, die vooral gebruikt wordt door een dirigent.